# 虞福京
虞福京（1923年3月9日—2007年5月17日）是一位中國現代著名建築師。

## 生平
1923年出生於北京，祖籍福建福州。曾任基泰工程司建築師，天津市總工程師，副市長，中國建築學會副理事長，中國建築業聯合會副會長，中國質量協會副理事長。
2007年卒於天津。